# Metal Works '73 - '93
Metal Works '73-'93 è una raccolta delle canzoni scritte in un ventennio di storia dalla heavy metal band britannica Judas Priest, uscita il 18 maggio 1993.

## Il disco
L'album permette a vecchi e nuovi fan dei Priest di ascoltare la band in tutte le sue sfaccettature: si passa da speed tracks come Electric Eye, Painkiller, Freewheel Burning a canzoni lente e complesse come Before The Dawn, Beyond The Realms Of Death, A Touch Of Evil, fino ad arrivare ai primi anni della band, con Sinner, Dissident Aggressor e Victim Of Changes. L'album è composto da 2 cd, per un totale di 32 canzoni, ed è uscito nel 2001 in versione rimasterizzata con le medesime tracce.
Rob Halford, all'epoca fuori dalla band, collabora con la band per la stesura della track list ed i commenti inseriti nel booklet dell'album.

## Tracce
Disco 1
1. The Hellion - 0.42
2. Electric Eye - 3.39
3. Victim Of Changes (live) - 7.11
4. Painkiller - 6.05
5. Eat Me Alive - 3.36
6. Devil's Child - 4.47
7. Dissident Aggressor - 3.06
8. Delivering The Goods - 4.17
9. Exciter - 5.33
10. Breaking The Law - 2.35
11. Hell Bent For Leather - 2.42
12. Blood Red Skies - 7.51
13. Metal Gods - 3.59
14. Before The Dawn - 3.24
15. Turbo Lover - 5.33
16. Ram It Down - 4.49
17. Metal Meltdown - 4.49

Disco 2
1. Screaming For Vengeance - 4.44
2. You've Got Another Thing Comin' - 5.10
3. Beyond The Realms Of Death - 6.50
4. Solar Angels - 4.03
5. Bloodstone - 3.52
6. Desert Plains - 4.35
7. Wild Nights, Hot & Crazy Days - 4.39
8. Heading Out To The Highway (live) - 4.35
9. Living After Midnight - 3.31
10. A Touch Of Evil - 5.43
11. The Rage - 4.45
12. Night Comes Down - 4.00
13. Sinner - 6.43
14. Freewheel Burning - 4.24
15. Night Crawler - 5.46

## Formazione
- Rob Halford - voce
- Glenn Tipton - chitarra
- K.K. Downing - chitarra
- Ian Hill - basso
- Simon Phillips - batteria (su tracce 7 e 30)
- Les Binks - batteria (su tracce 3, 8, 9, 11, 14 e 20)
- Scott Travis - batteria (su tracce 4, 17, 27 e 32)
- Dave Holland - batteria (su tracce 1, 2, 5, 6, 10, 12, 13, 15, 16, 18, 19, 21, 22, 23, 24, 25, 26, 28, 29 e 31)